# Pio Ospedale della Pietà

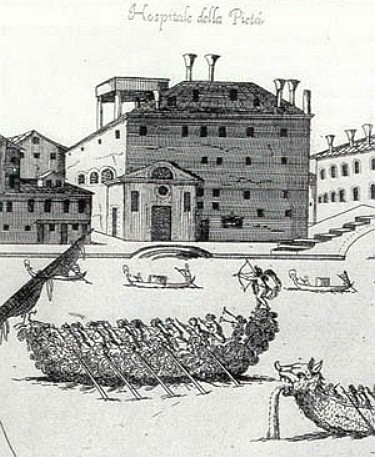
Il Pio Ospedale della Pietà sulla Riva Degli Schiavoni (1686) - Venezia, collezione privata

Il Pio Ospedale della pietà è stato un convento, orfanotrofio e conservatorio a Venezia, attualmente conosciuto con il nome di Santa Maria della Pietà (istituto provinciale per l'infanzia).
Ha avuto tra i suoi insegnanti di musica, tra il XVII secolo e il XVIII secolo, maestri come Antonio Vivaldi e Francesco Gasparini.

## La fondazione
L’Antico Spedale della Pietà sorse a Venezia nel 1346 con decreto del Senato di Venezia.
Già dal 1335 Fra' Petruccio d'Assisi, riscontrando un continuo aumento dei bambini abbandonati sulle pubbliche strade per povertà o illegittimità della nascita, pensò all'istituzione di un luogo pio dove accoglierli ed educarli. Raccogliendo elemosine per la città in nome dei bambini abbandonati, Fra' Petruccio si muoveva invocando “pietà, pietà!”, determinando così per sempre il nome dell'istituto.
Inizialmente, gli abbandoni avvenivano nella “scaffetta”, una nicchia di dimensioni piuttosto ridotte nel perimetro dell'istituto - ma in un luogo poco visibile - nella quale i bambini venivano inseriti talvolta anche a forza, dal momento che era concepita solo per i neonati, ma di fatto accoglieva infanti di ogni età. Del luogo esatto in cui essa era ubicata, oggi non esiste traccia.

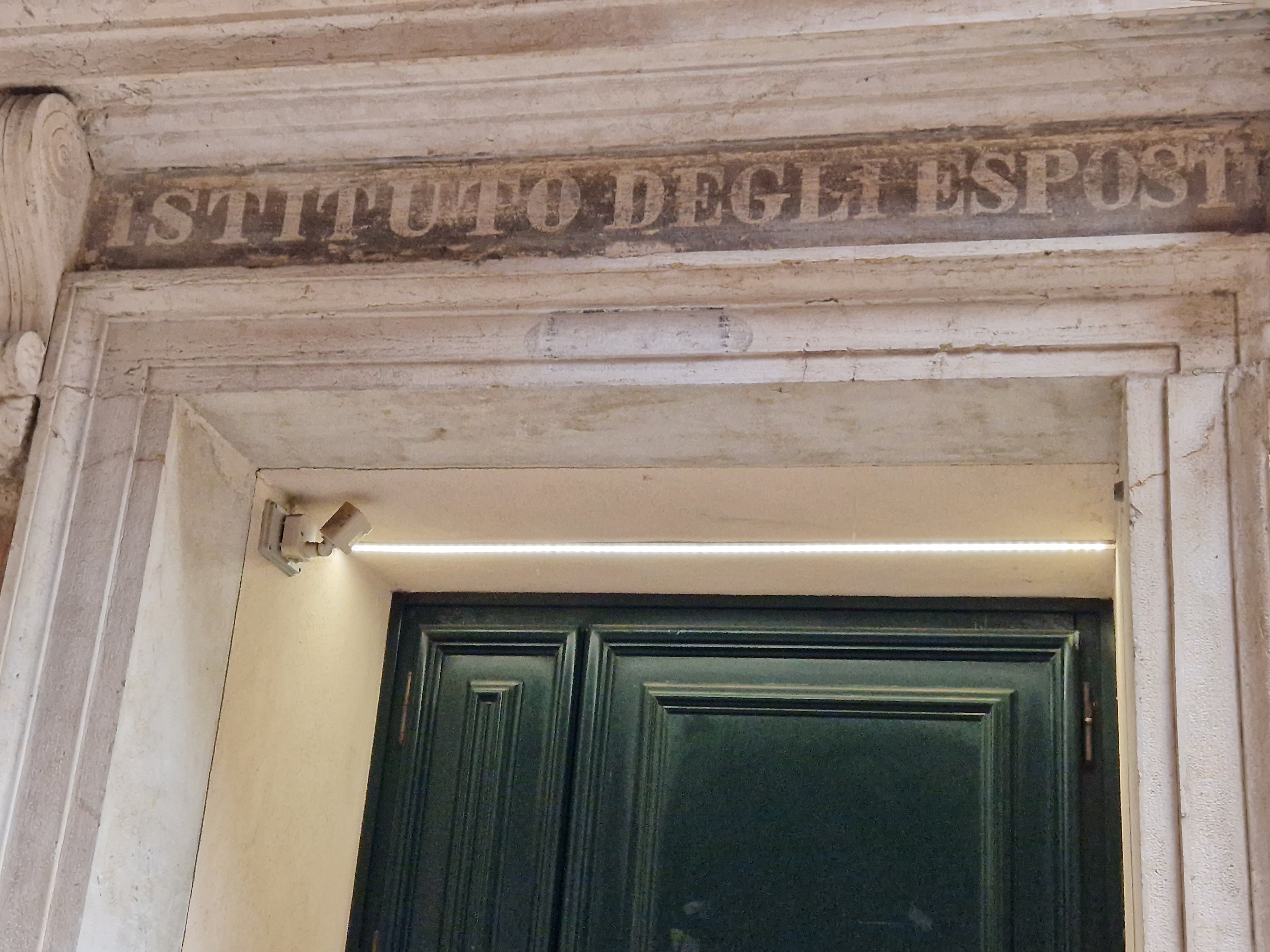
Porta dietro la quale vi era la ruota degli esposti

Successivamente, nei primi anni del 1800, la scaffetta venne sostituita dalla "ruota" (Ruota degli esposti), un cilindro di legno, cavo all'interno e ruotante attorno ad un asse verticale. Essa consentiva, date le dimensioni certamente maggiori rispetto alla scaffetta, l'introduzione anche di bambini e non solo di lattanti. Anche di questa, oggi non v'è traccia, ma si può ragionevolmente ipotizzare che si trovasse presso il ponte dei Bechi, luogo poco esposto alla pubblica vista.
Alla riuscita sempre maggiore dell'impresa concorrevano, mediante ripetuti decreti, le magistrature della Repubblica. Il giuspatronato del Doge di Venezia fu provvidenziale per l'opera caritatevole e valse a far concedere frequenti ed indispensabili aiuti per le necessità dell'istituzione, che divenivano sempre più gravi, malgrado le donazioni e i lasciti dei pii benefattori.
Proseguendo la sua attività caritatevole con numeri di abbandoni sempre più elevati, la Pietà si trovava ad aver sempre maggior bisogno di nuovi fabbricati per il ricovero e l'assistenza dei bambini; tra il 1388 e il 1493 vennero eseguiti numerosi ampliamenti, che vennero seguiti, nel 1515, da un ulteriore ingrandimento, il quale portò le proprietà ad estendersi fino alla Riva degli Schiavoni.
Continui ampliamenti ebbero luogo anche nei secoli successivi, dando luogo ad un complesso di edifici davvero articolato, che sopravvive tutt'oggi; da un disegno del XVIII secolo si può ricostruire che le proprietà si estendevano dal ponte della Pietà alla calle che separa l'odierna chiesa dall'attuale Hotel Metropole.

## La vita alla Pietà
Nell'Istituto venivano accolti figli illegittimi e bambini nati da famiglie molto povere o da madri incapaci di allattare; esso era governato da un medico direttore. Alle Suore di Carità, invece, veniva affidata la cura morale ed economica delle balie, dieci in tutto, mantenute e stipendiate dall'Istituto.
All'infante abbandonato si apponeva al collo un segnale numerato per distinguerlo e lo si spogliava degli indumenti, che venivano registrati in un apposito libro, dove si annotavano anche i dettagli dell'abbandono; inizialmente, veniva dato un cognome strano e spesso umiliante, che venne sostituito a fine Settecento con un cognome più ragionevole ed onesto, come ad esempio "della Pietà di Venezia", "del Luogo Pio di Venezia", "Piovezan".
Particolare usanza era quella, da parte delle madri, di lasciare al neonato abbandonato la metà di un oggetto; le madri ne conservavano l'altra parte come prova di ”appartenenza”, nella speranza di un ricongiungimento. L'archivio storico della Pietà possiede quindi una vasta raccolta di “segnali di riconoscimento” che, nel concreto, sono carte da gioco, monete, crocefissi o semplici pezzi di carta dalla forma strana. Talvolta, si incontrano anche orecchini, monili di varia foggia, oggetti di legno intagliati e poi divisi a metà. Nel “registro scaffetta”, in seguito “registro ruota”, venivano registrati anche questi particolari: «Adì 15 detto a hore 14 circa Prudencia nascente con fasse due polana rossa con due romanete dargento falso fiocheto con merleto scufia con merlo e canora merlo vechio agnus deo con cordelina latesina». Il segnale veniva poi accompagnato da un pezzo di carta, recante poche righe in cui si motivava l'abbandono, pregando l'Istituto di prendersi cura del fantolino, o semplicemente si indicava il nome di battesimo.
Nel caso dei ricongiungimenti, che oltre al segnale di riconoscimento avevano una procedura notarile ben più seria ed articolata, non sempre la madre arrivava in tempo: poteva infatti accadere che il bambino fosse già morto, data l'altissima mortalità infantile dell'epoca.
La Pietà era governata da benemeriti cittadini veneziani, ma alla conduzione dell'istituto partecipavano le “Figlie di Comun”, che lavoravano di seta, filatura, cucitura e badavano alla pulizia e alla cucina. Ruolo più significativo avevano le “Figlie di Choro”, che suonavano e cantavano sotto la direzione di celebri maestri. I maschi, invece, erano istruiti nei vari mestieri dell'artigianato e diventavano tagliapietre, tessitori, calzolai e arsenalotti. Nei momenti di difficoltà, i bambini erano mandati in campagna e affidati a famiglie di contadini, che ricevevano un compenso in denaro per mantenerli ed allevarli sotto il controllo del Parroco del paese.

## Le ”Figlie di Choro“
Le musiciste erano chiamate “Figlie di Choro”. Erano una sessantina, ma solo la metà di loro suonava o cantava, nello spazio limitato delle Cantorie della Chiesa. Le ”Figlie“ non avevano cognome, ma erano individuate dalla loro voce o dallo strumento che suonavano. L'età delle ”Figlie“ variava dagli 11 ai 70 anni; non si limitavano al solo esercizio della musica, ma avevano anche qualche altro incarico, di importanza maggiore rispetto alle ”Figlie di Comun“ (come assistere il chirurgo, lavorare come infermiere o farmaciste, ma anche essere responsabili della dispensa).
Inoltre, potevano insegnare musica alle bambine mandate alla Pietà, da varie parti d'Europa, per apprendere l'arte della musica. Queste bambine erano denominate “Figlie in Educazione”: entravano in Istituto all'età di due anni e vi potevano rimanere fino ai 16.
Le “Figlie di Choro“ avevano un trattamento privilegiato rispetto alle ”Figlie di Comun“: potevano, infatti, godere di cibo migliore e più abbondante e andavano spesso presso le Famiglie dei Governatori per recuperare la salute. Solo alcune di esse arrivavano al matrimonio, le altre passavano la loro vita nell'Istituto; quelle che si sposavano, però, non potevano più esercitare la professione di musiciste.

## Antonio Vivaldi e la musica alla Pietà

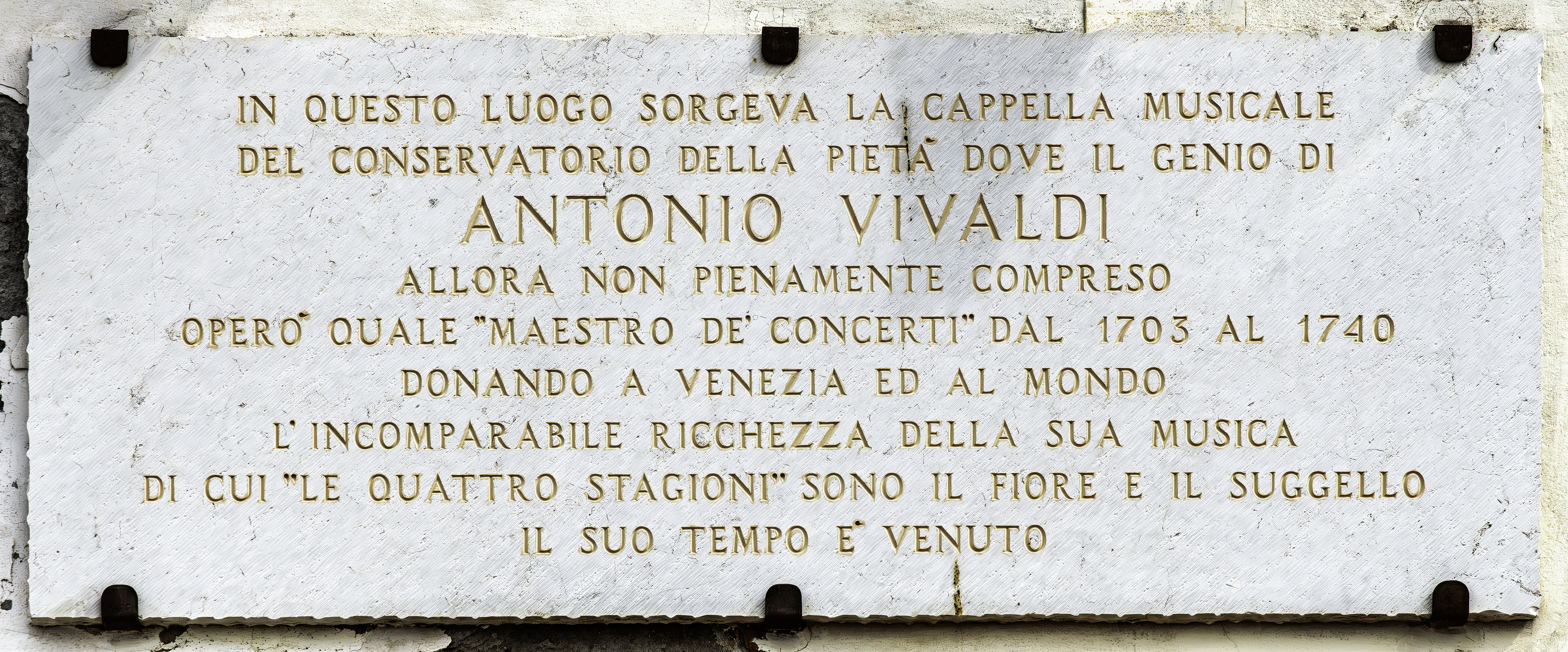
Targa sul lato dell'istituto dedicata ad Antonio Vivaldi

La musica alla Pietà era soprattutto musica sacra che grandi maestri, come Antonio Vivaldi e Francesco Gasparini, componevano per le “Figlie di Choro“. Talvolta però, come si rileva dagli archivi, erano le stesse ”Figlie“ a comporre la musica che suonavano.
Antonio Vivaldi visse e lavorò alla Pietà per circa quarant'anni, tra il 1703 e il 1740. I manoscritti delle sue musiche erano sempre accompagnati dai nomi delle ”Figlie“ che dovevano eseguire la musica, poiché le ragazze erano identificate in base alle loro specializzazioni musicali. La prima composizione che Vivaldi scrisse per la Pietà è conservata a Dresda e fu scritta tra il 1704 il 1709: è una “sonata per Oboè, Violino, Salmoè e Organo” (RV 779), scritta per la Signora Pelegrina all'Oboè, la Signora Prudenza al Violino, la Signora Candida al Salmoè e la Signora Lucietta all'Organo.

## Lista dei provvisionati

### Maestri di coro
- Antonio Gualtieri (1633-1649)
- Johann Rosenmüller (1658-1677)
- Giacomo Spada (1677-1701)
- Francesco Gasparini (1701-1713)
- Carlo Luigi Pietragrua (1719-1726)
- Giovanni Porta (1726-1737)
- Gennaro D'Alessandro (1739-1740)
- Nicola Porpora (1742-1743)
- Andrea Bernasconi (1744-1753)
- Gaetano Latilla (1753-1766)
- Giuseppe Sarti (1766-1768)
- Bonaventura Furlanetto (1768-1817)
- Giovanni Agostino Perotti (1817-1828)

### Maestri di canto, di maniera e di solfeggio
- Pietro Scarpari (1713-1742)
- Pietro Cesti (1722-1726)
- Paolo Bonamici (1726-1730)
- Girolamo Bassani (1730-1741)
- Domenico Valentini (1747-1760)
- Domenico Negri (1760-1767)
- Lorenzo Duodo (1767-1768)
- Gabriel Piozzi (1768)
- Ferdinando Pasini (1768-1769)
- Matteo Buini (1769-1771)
- Ferdinando Pasini (1771-1774)
- Pietro De Mezzo (1774)
- Ferdinando Pasini (1775-1809)
- Ruggero Ermagora Fabio (1809-1829)

### Maestri di flauto e oboe
- Onofrio Penati (1704)
- Ignazio Rion (1704)
- Ludwig Erdmann (1706-1713)
- Ignazio Sieber (1713-1716; 1728-1757)
- Onofrio Penati (1716-1727), anche maestro dei concerti
- Ignazio Sieber (1728-1757)
- Pietro Fruttel (1757-1782)

### Maestri di corno
- Francesco Lanari (1747-1751)
- Lorenzo Rossoni (1751-1760)
- Giacomo Molteni (1762-1765)
- Antonio Lodi (1765-1782)

### Maestri di timpani
- Lorenzo Crux (1751)

### Maestri di salterio
- Fulgenzio Perotti (1760-1764)

### Maestri di violino
- Antonio Vivaldi (1703-1717; 1735-1738), anche maestro di viola all'inglese e dei concerti
- Lorenzo Carminati (1744-1747)
- Lorenzo Morini (1750-1751), anche maestro dei concerti
- Francesco Negri (1765-1770)
- Antonio Nazari (1770-1775)
- Alessandro Da Ponte (1775-1782)

### Maestri di violoncello
- Antonio Vandini (1720-1722)
- Bernardo Aliprandi (1722-1731)
- Antonio Martinelli (1750-1782)